# Neopseudothelphusa
Neopseudothelphusa is een geslacht van kreeftachtigen uit de klasse van de Malacostraca (hogere kreeftachtigen).

## Soorten
- Neopseudothelphusa fossor (Rathbun, 1898)
- Neopseudothelphusa simoni (Rathbun, 1905)